# 忽都 (兀罗带氏)
忽都（？—1268年），元朝将领，蒙古兀罗带氏，孛罕（蒙古第41位开国功臣孛坚）之子。
蒙哥大汗命忽都率軍跟随都元帥大荅攻打南宋巴州（今四川省巴中市），又跟随都元帥紐璘渡馬湖江，在老君山下击败宋敘州兵。中統元年（1260年），宋將率领水军二千攻打成都新津，忽都将宋军擊敗，斬首百五十級。至元元年（1264年），授蒙古漢軍总管管。至元二年（1264年），跟随都元帥百家奴在懷安擊敗宋將夏貴。至元五年（1268年），忽都卒。其子扎忽带。

## 延伸阅读
[在维基数据编辑]
 《元史/卷135》，出自宋濂《元史》